# Recuento de células somáticas

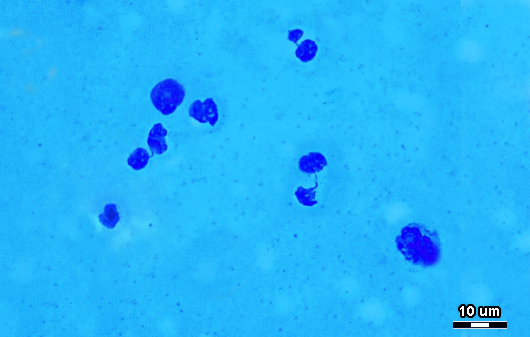
Células somaticas

El recuento de células somáticas en la leche es un indicador del estado general de salud de la glándula mamaria de la hembra lactante, el cual es ampliamente utilizado para el mejoramiento de la calidad en producción lechera. La reducción de recuento de células somáticas es una prioridad para veterinarios y productores, ya que existe una relación entre éste y la pérdida de leche.
El término 'recuento de células somáticas - RCS' o 'Conteo de Células Somáticas - CCS' indica una concentración de los diferentes leucocitos y células epiteliales en un mililitro de leche. Actualmente, el recuento de células somáticas es ampliamente aceptado como método clásico para monitorear el estado de salud de la glándula mamaria de la hembra lechera. El RCS es realizado en más de 10 millones de muestras por mes en más de 26 países distintos (Philpot, W.N. and S.C. Nickerson. 1991. Mastitis: Counter attack. Babson Bros. Co. II., USA.).
Generalmente, un incremento en el nivel del RCS indica un mayor nivel de infección subclínica en la glándula mamaria. El interés de veterinarios y productores por reducir el RCS está asociado con la relación que existe entre el nivel de RCS y las pérdidas de producción de leche. Un menor nivel de RCS está también relacionado con mayores contenidos de proteína y de grasa, menos casos de mastitis clínica, mayor producción de queso, y mejor calidad y estabilidad de los productos lácteos.
El recuento de células somáticas se realiza por métodos electrónicos, que tienen una aplicación universal, sobre todo en laboratorios de control lechero o dedicados al diagnóstico de la mastitis, utilizándose aparatos automatizados como el Fossomatic (Foss Electric, Dinamarca) y el Counter Coulter (Coulter, Inglaterra).
| Tipos de células en la leche |     |
| ---------------------------- | --- |
| Macrófagos                   | 60% |
| Linfocitos                   | 25% |
| Neutrófilos                  | 25% |

Fuente: Philpot, 2001; Wolter et al., 2004.
- Datos: Q2917352